# Serrata
Serrata ist eine süditalienische Gemeinde (comune) mit 785 Einwohnern (Stand 31. Dezember 2023) in der Metropolitanstadt Reggio Calabria in Kalabrien. Die Gemeinde liegt etwa 59,5 Kilometer nordöstlich von Reggio Calabria an der Mesima und grenzt unmittelbar an die Provinz Vibo Valentia.

## Verkehr

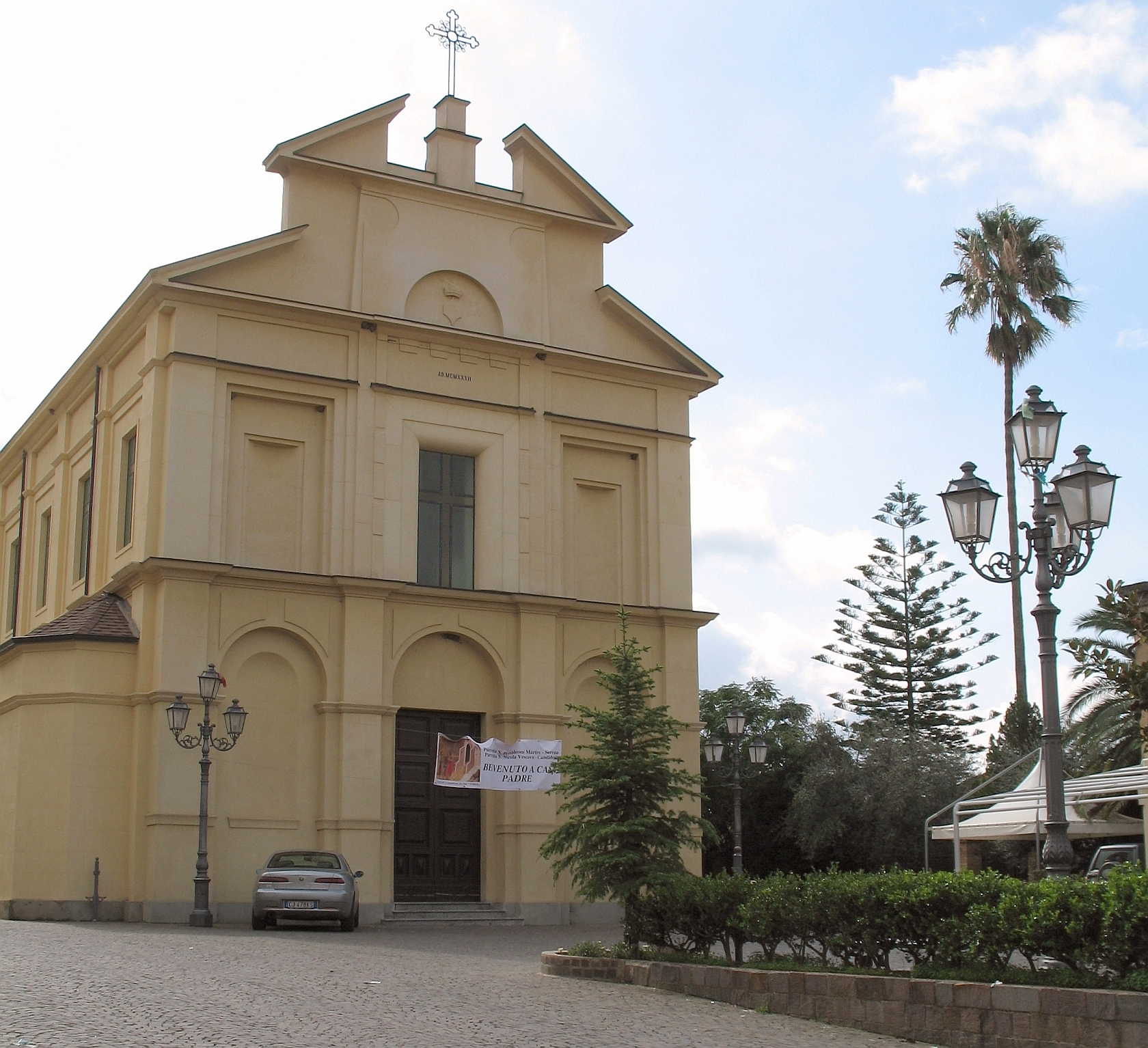
Kirche von Serrata

Den nordwestlichen Rand der Gemeinde bildet die Autostrada A3 von Neapel nach Reggio Calabria. Durch die Gemeinde führt die frühere Strada Statale 536 di Acquaro (heute eine Provinzstraße) von Sant’Angelo di Gerocarne nach Taurianova.